# Protonebula egregia
Protonebula egregia är en fjärilsart som beskrevs av Inoue 1986. Protonebula egregia ingår i släktet Protonebula och familjen mätare. Inga underarter finns listade i Catalogue of Life.